# شرکت زولو
زولو(به انگلیسی: Xolo) یک شرکت سازنده گوشی موبایل است که در سال ۲۰۱۲ تأسیس شد و مقر آن در هند است.[1]